# قارامای (شهر در سطح ولایت)
قارامای یک شهر (به اویغوری: قاراماي شەھىرى)(به چینی: 克拉玛依市، به پین‌یین: Kèlāmǎyī Shì) یک شهر (در سطح ولایت) در جمهوری خلق چین است که در سین‌کیانگ واقع شده‌است. شهر در سطح ولایت قارامای ۷٬۷۳۴ کیلومتر مربع مساحت و ۴۹۰،۳۴۸ نفر جمعیت دارد و ۳۵۴ متر بالاتر از سطح دریا واقع شده‌است.
شهر قارامای از ثروتمندترین شهرهای چین می‌باشد. نام این شهر، به زبان اویغوری به معنی «نفت سیاه» می باشد. این نام اشاره به میدان‌های استخراج نفت اطراف شهر دارد.

## جغرافیا
منطقهٔ شهری اصلی قارامای ۳۰۰ کیلومتری شمال‌غرب مرکز سین‌کیانگ، شهر اورومچی قرار دارد. منطقه مایتاغ/دوشانزی در منتهی علیه جنوبی شهر در سطح ولایت قارامای در فاصله ۲۳۵ کیلومتری شرقی اورومچی و فاصله ۱۵۰ کیلومتری جنوبی منطقهٔ‌ شهری اصلی قارامای قرار دارد.
شهر قارامای در دل ولایت تارباغاتای (که خود بخشی از ولایت خودمختار ایلی قزاق است) قرار دارد، اما بخشی از این ولایت نیست، بلکه خود یک شهر در سطح ولایت است. شهر قارامای از ۴ منطقه تشکیل شده است. از لحاظ جغرافیایی، شهر قارامای از دو قسمت مجزا تشکیل شده است. شهر کویتون (که بخشی از ولایت خودمختار ایلی قزاق است) و شهر هویانگهه، منطقه مایتاغ در جنوب را از سه منطقهٔ قارامای، جرن‌بلاغ، و اورقو جدا کرده است.

## تاریخ
شهر قارامای در منطقهٔ تاریخی «ایلی» قرار دارد. در سال‌های آخر جنگ جهانی دوم، در سال ۱۹۴۴ میلادی، مردمان قزاق و اویغور منطقه، با حمایت شوروی، علیه دست‌نشاندگان چیانگ کای شک و جنگ‌سالاران وفادار به جمهوری چین قیام کردند. نتیجهٔ این قیام، تاسیس جمهوری ترکستان شرقی در منطقهٔ ایلی در شمال سین‌کیانگ بود.
این جمهوری تا سال ۱۹۴۹ میلادی، بر اراضی که امروز شامل ولایت خودمختار ایلی قزاق، ولایت خودمختار بورتالا مغول، و شهر قارامای می‌شوند، حکومت کرد.  منطقهٔ ایلی در آن زمان متشکل از سه ولایت «ایلی»، «آشان» (آلتای) و «تارباغاتای» تشکیل شده بود.
با پیروزی حزب کمونیست چین در جنگ داخلی چین در سال ۱۹۴۹ میلادی، تاسیس جمهوری خلق چین، و تلاش حکومت تازه تاسیس بر تثبیت حاکمیت خویش، مائو تسه‌تونگ از رهبران جمهوری ترکستان شرقی درخواست کرد که دست از آرمان استقلال برداشته و به حاکمیت چین برگردند. با فشار و اصرار متحد اصلی جمهوری ترکستان شرقی، یعنی اتحاد جماهیر شوروی، رهبران جدایی‌طلب چاره‌ای جز قبول درخواست مائو نداشتند. در نتیجه، در سپتامبر ۱۹۴۹ میلادی، بدون خونریزی و درگیری، منطقهٔ ایلی منحل شده، و سه ولایت آن جمهوری خلق چین پیوسته و در تابعیت استان سین‌کیانگ قرار گرفتند. شهر قارامای در این زمان، تابع ولایت تارباغاتای بود.
در سپتامبر ۱۹۵۴، ولایت خودمختار ایلی قزاق در منطقهٔ ایلی، تابع حکومت استانی سین‌کیانگ تاسیس شد. سه ولایت آلتای، تارباغاتای و ولایت خودمختار بورتالا مغول، بدون انحلال، در تابعیت این ولایت جدید قرار گرفتند. در همین تاریخ، ایلی منحل شده و شهرستان‌های تابع آن، تحت مدیریت مستقیم منطقهٔ خودمختار قرار گرفتند.
یک سال بعد، در اکتبر ۱۹۵۵ میلادی، استان سین‌کیانگ به «منطقهٔ خودمختار سین‌کیانگ اویغور» ارتقاء یافت.

در فوریه ۱۹۸۲ میلادی، شهر قارامای، به شهر در سطح ولایت در تابعیت ولایت خودمختار ایلی قزاق ارتقاء یافت.
در ژانویه ۱۹۸۳، شهر کویتون از قاراامی جدا شده و در تابعیت مستقیم ولایت خودمختار قرار گرفت.
در اوت ۱۹۸۴ میلادی، شهر قارامای به شهر در سطح شهرستان تنزل درجه یافت، اما مستقیما تحت مدیریت «ولایت خودمختار» و نه یکی از سه ولایت تشکیل دهنده قرار گرفت.
در ژانویهٔ ۱۹۹۰ میلادی، شهر قارامای دوباره به شهر در سطح ولایت ارتقاء یافت، از تابعیت ولایت خودمختار در آمده، و مستقیما در تابعیت اداری منطقه خودمختار سین‌کیانگ قرار گرفت.

## جمعیت
| ترکیب قومیتی شهر در سطح ولایت قارامای | ترکیب قومیتی شهر در سطح ولایت قارامای | ترکیب قومیتی شهر در سطح ولایت قارامای | ترکیب قومیتی شهر در سطح ولایت قارامای | ترکیب قومیتی شهر در سطح ولایت قارامای |
| ------------------------------------- | ------------------------------------- | ------------------------------------- | ------------------------------------- | ------------------------------------- |
| قومیت                                 | قومیت                                 |                                       | درصد                                  | درصد                                  |
| هان                                   | هان                                   |                                       | ۷۴٫۷٪                                 | ۷۴٫۷٪                                 |
| اویغور                                | اویغور                                |                                       | ۱۵٫۶٪                                 | ۱۵٫۶٪                                 |
| قزاق                                  | قزاق                                  |                                       | ۴٫۱٪                                  | ۴٫۱٪                                  |
| هوئی                                  | هوئی                                  |                                       | ۲٫۵٪                                  | ۲٫۵٪                                  |
| مغول                                  | مغول                                  |                                       | ۱٫۰٪                                  | ۱٫۰٪                                  |
| منجو                                  | منجو                                  |                                       | ۰٫۵٪                                  | ۰٫۵٪                                  |
| شیبه                                  | شیبه                                  |                                       | ۰٫۳٪                                  | ۰٫۳٪                                  |
| روس                                   | روس                                   |                                       | ۰٫۲٪                                  | ۰٫۲٪                                  |
| ازبک                                  | ازبک                                  |                                       | ۰٫۱٪                                  | ۰٫۱٪                                  |
| سایر                                  | سایر                                  |                                       | ۱٫۹٪                                  | ۱٫۹٪                                  |
| منبع سرشماری جمعیت :                  |                                       |                                       |                                       |                                       |

## تقسیمات اداری
شهر در سطح ولایت قارامای از ۴ منطقه تشکیل شده است.
|   |                            |                   |            |               |            |       |             |  |  |
|   | نام                        | اویغوری           | حروف چینی  | پین‌یین        | جمعیت-۱۳۹۹ | مساحت | تراکم جمعیت |  |  |
| ۱ | منطقه قارامای              | قاراماي رايونى    | 克拉玛依区 | Kèlāmǎyī Qū   | ۳۳۷٬۱۸۸    | ۳٬۸۳۴ | ۸۷٫۹۵       |  |  |
| ۲ | منطقه مایتاغ / دوشانزی     | مايتاغ رايونى     | 独山子区   | Dúshānzǐ Qū   | ۸۴٬۳۹۵     | ۴۰۰   | ۲۱۰٫۹۹      |  |  |
| ۳ | منطقه جرن‌بلاغ / بایجیانتان | جەرەنبۇلاق رايونى | 白碱滩区   | Báijiǎntān Qū | ۵۰٬۸۲۵     | ۱٬۲۷۲ | ۳۹٫۹۶       |  |  |
| ۴ | منطقه اورقو                | ئورقۇ رايونى      | 乌尔禾区   | Wū'ěrhé Qū    | ۱۷٬۹۴۰     | ۲٬۲۲۸ | ۸٫۰۵        |  |  |